# 脇屋真一
脇屋 真一（わきや しんいち、1925年 - 2013年）は昭和時代の日本の郷土史家。

## 経歴
1925年、群馬県吾妻郡岩島村（現東吾妻町）の農家に生まれる。中之条農業学校（現中之条高校）卒業。郷土の歴史に造詣が深く、特に方言・イントネーション論に関しては群馬県の第一人者。岩島村誌の編纂に当たっては中心メンバーの一人として活躍。吾妻地方における方言の研究成果をまとめ上げた。吾妻町文化財調査委員を43年間、「古文書に親しむ会」の講師を20年程勤める。その間、免毒斎講話としての蕪雑租を町報に執筆する。ほかの著書に「あちゃがら漫筆」「吾妻の伝説」などがある。長男は脇屋精一。

## 主な著作・論文
- 「註解山吹日記―旅行記」（あさを社）
- 「註解上信日記」（あさを社）
- 「吾妻の伝説」（あかぎ出版）
- 「蕪雑租」（あさを社）